# Rüdiger Klessmann

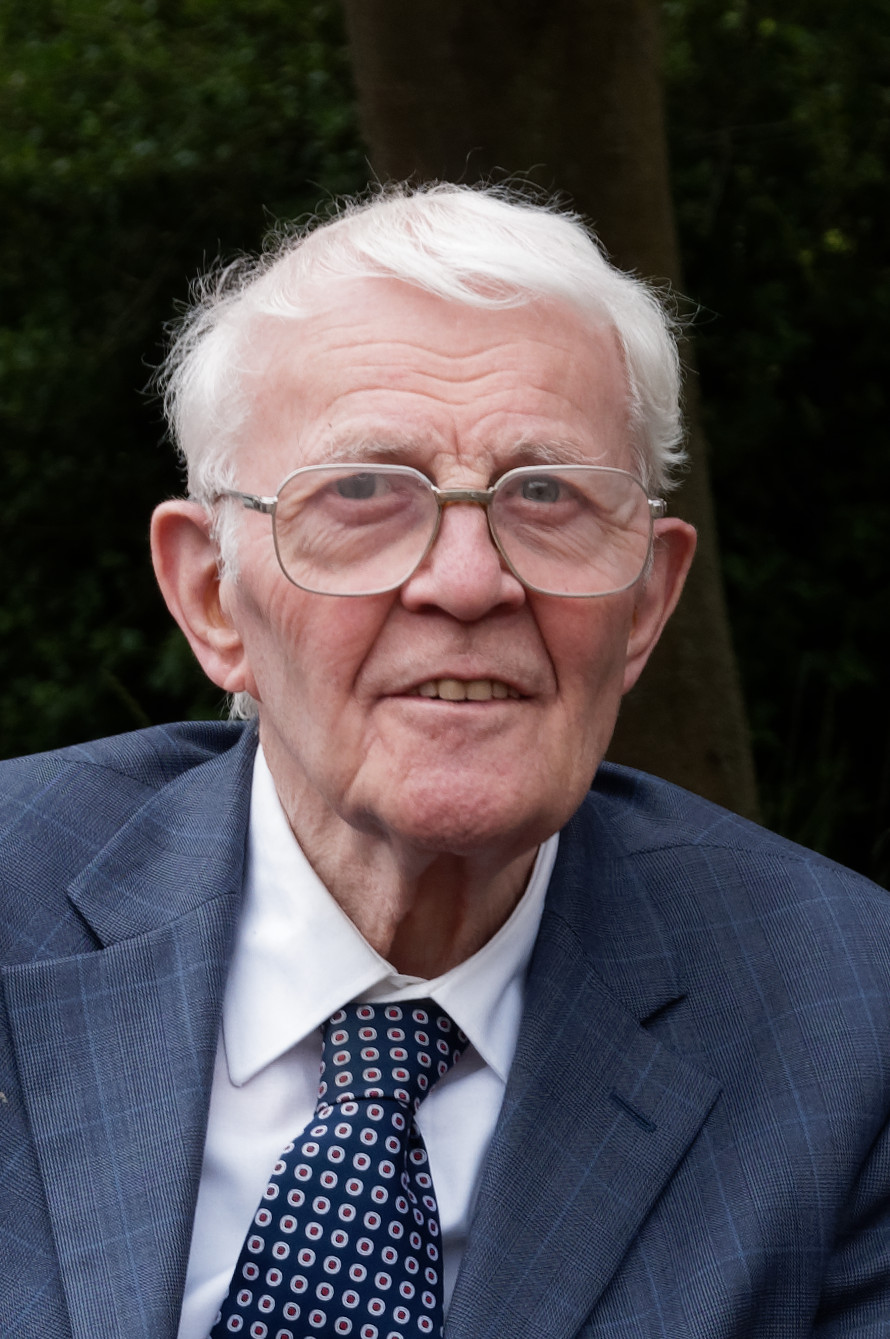
Rüdiger Klessmann (Foto: 2015)

Rüdiger Wilhelm Ernst Klessmann (* 15. März 1927 in Lemgo; † 30. März 2020 in Augsburg) war ein deutscher Kunsthistoriker und von 1970 bis 1990 Direktor des Herzog Anton Ulrich-Museums in Braunschweig.

## Leben
Rüdiger Klessmann war ein Sohn des Chirurgen Gustav Kleßmann (1893–1974) und der Käthe Westheermann (1894–1962). Er war mit der Kunsthistorikerin und Künstlerin Dora M. Klessmann (1928–2014) verheiratet, einer Tochter des Generalleutnants Heinrich Wintzer (1892–1947). Sein jüngerer Bruder ist der Schriftsteller Eckart Kleßmann.
Klessmann studierte Kunstgeschichte an den Universitäten Göttingen und Kiel. Er wurde unter Heinz Rudolf Rosemann (1900–1977) mit einer Dissertation über Die Baugeschichte der Stiftskirche zu Möllenbeck an der Weser und die Entwicklung der westlichen Dreiturmgruppe 1952 promoviert. Nach einer Volontärstätigkeit am Städelschen Kunstinstitut in Frankfurt am Main arbeitete er von 1954 bis 1957 als wissenschaftlicher Assistent am Lehrstuhl für Kunstgeschichte der Universität Stuttgart. Von 1957 bis 1970 war er Kurator an der Gemäldegalerie der Staatlichen Museen Preußischer Kulturbesitz, damals in Berlin-Dahlem. Seine Forschungen waren auf die niederländische und deutsche Barockmalerei konzentriert.
Von 1970 bis 1990 leitete Klessmann als Direktor das Herzog Anton Ulrich-Museum in Braunschweig. Auf ihn geht die umfassende Erneuerung des Museumsgebäudes und der zugehörigen Burg Dankwarderode zurück, in der die Mittelaltersammlung ausgestellt ist. Ebenso erfolgte die Rekonstruktion des im 19. Jahrhundert geschaffenen Rittersaals. Für die Arbeit der neueingerichteten Museumspädagogik konnte ein benachbartes Gebäude in der Adolfstraße erworben werden.
Unter den wichtigen Ausstellungen im Herzog Anton Ulrich-Museum in Klessmanns Amtszeit sind zu nennen:
- „Deutsche Kunst des Barock“, 1975
- „Die Sprache der Bilder. Realität und Bedeutung in der niederländischen Malerei des 17. Jahrhunderts“, 1978
- „Jan Lievens – ein Maler im Schatten Rembrandts“, 1979
- „Malerei aus erster Hand – Ölskizzen von Tintoretto bis Goya“, 1983 (gemeinsam mit dem Museum Boijmans Van Beuningen, Rotterdam)
- „Holländische Malerei in neuem Licht. Hendrick ter Brugghen und seine Zeitgenossen“, 1987 (gemeinsam mit dem Centraal Museum Utrecht)

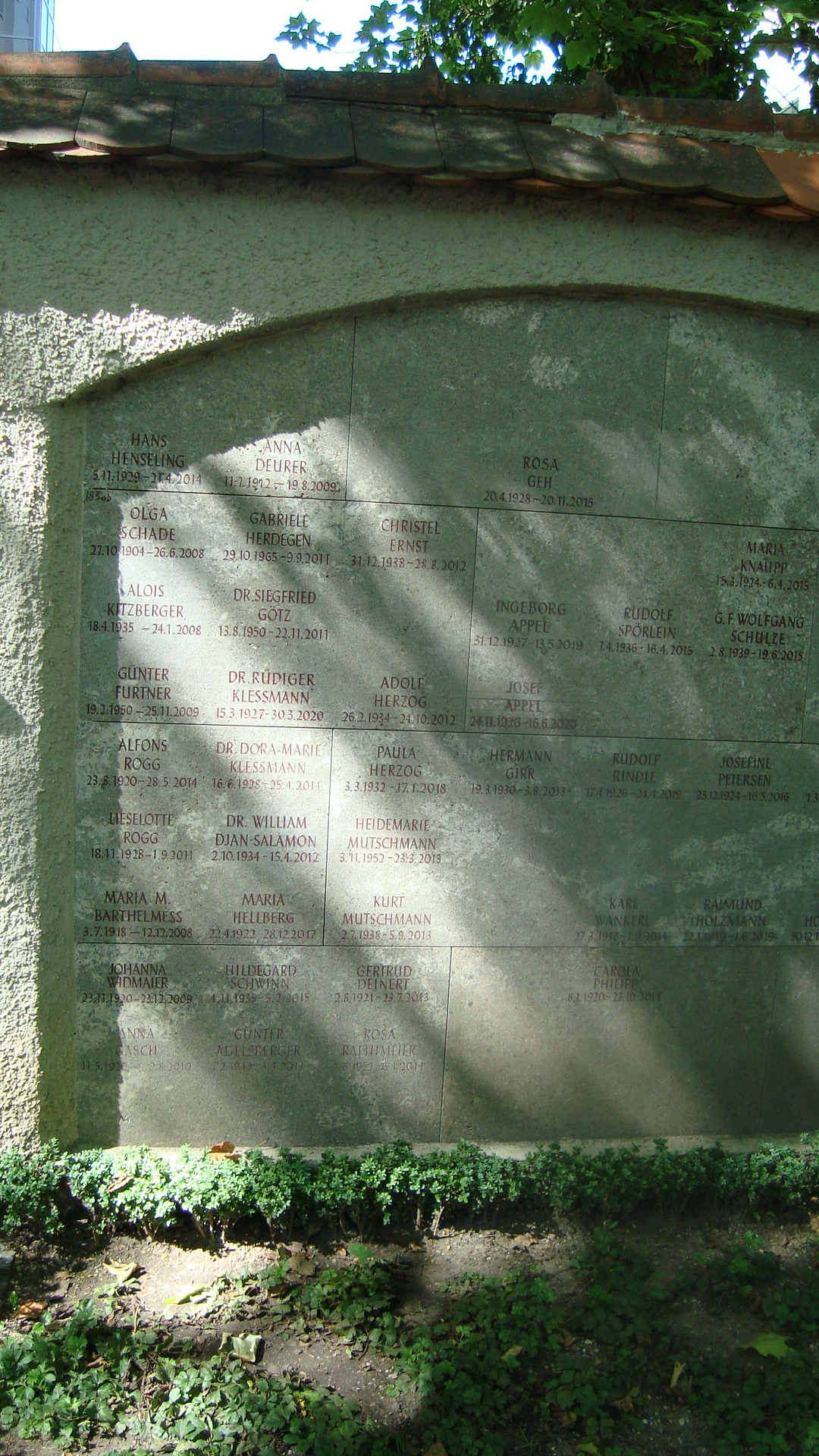
Grab Rüdiger Klessmann

Mit der Ausstellung „Deutsche Kunst des Barock“ eröffnete Klessmann 1974 im Nationalmuseum Warschau erstmals einen kulturellen Austausch mit den staatlichen Kunstmuseen der Volksrepublik Polen, der in den folgenden Jahren erfolgreich ausgebaut wurde.
Klessmann wurde im März 2020 auf dem Katholischen Friedhof an der Hermanstraße beigesetzt.

## Ehrungen
- Der bayerische Staatsminister für Wissenschaft und Kunst Hans Zehetmair überreichte Klessmann am 17. Januar 1991 das Bundesverdienstkreuz 1. Klasse.
- In der Polnischen Botschaft, damals in Köln, wurde Klessmann am 27. November 1991 der Orden „Mérite en faveur de la culture polonaise“ verliehen.
- Klessmann wurde am 19. Januar 1995 zum Ehrenmitglied der polnischen Gesellschaft der Kunsthistoriker (poln.: Stowarzyszenie Historyków Sztuki) ernannt.

## Schriften (Auswahl)
- Gemäldegalerie Berlin. Magnus, Essen 1971 (englische Originalausgabe: The Berlin Gallery, Thames and Hudson, London, New York 1971).
- Herzog Anton Ulrich-Museum. Bruckmann, München 1978, ISBN 3-7654-1738-6.
- Die Sprache der Bilder. Realität und Bedeutung in der niederländischen Malerei des 17. Jahrhunderts. Mit Wolfgang J. Müller und Konrad Renger, Ausstellungskatalog Braunschweig 1978.
- als Herausgeber: Selbstbildnisse und Künstlerporträts von Lucas van Leyden bis Anton Raphael Mengs. Herzog Anton Ulrich-Museum, Braunschweig 1980
- Die holländischen Gemälde. Kritisches Verzeichnis. Herzog Anton Ulrich-Museum, Braunschweig 1983, ISBN 3-922279-01-5.
- Herzog Anton Ulrich – Leben und Regieren mit der Kunst. Ausstellungskatalog 1983, ISBN 3-922279-02-3.
- als Herausgeber: Hendrick ter Brugghen und seine Nachfolger Caravaggios in Holland. Herzog Anton Ulrich-Museum, Braunschweig 1987, ISBN 3-922279-10-4.
- Rembrandts „Noli me tangere“ – mit den Augen eines Dichters gesehen. Niederdeutsche Beiträge zur Kunstgeschichte 27, 1988, S. 89–100.
- Eine unbekannte venezianische Venus von Hans Rottenhammer. Niederdeutsche Beiträge zur Kunstgeschichte 28, 1989, S. 131–142.
- Jacob Jordaens. Zur Ikonographie und Bildregie seiner Historienbilder. In: Von Bruegel bis Rubens. Das goldene Jahrhundert der flämischen Malerei. herausgegeben von Ekkehard Mai und Hans Vlieghe, Ausstellungskatalog Köln, Antwerpen, Wien 1992, S. 151–160, ISBN 3-9801801-1-5.
- Bemerkungen zu Rubens’ Gemälde „Diana und Callisto“ in Madrid. Wallraf-Richartz-Jahrbuch 55, 1994, S. 85–94.
- A Lost Painting by Rubens and its Meaning. In: Shop Talk. Studies in Honor of Seymour Slive, Cambridge, Mass. 1995, S. 137–142, ISBN 0-916724-85-9.
- Johann Liss – Eine Monographie mit kritischem Oeuvrekatalog. Davaco Publishers, 1999, ISBN 90-70288-07-9.
- Die flämischen Gemälde des 17. und 18. Jahrhunderts. Hirmer, München 2003, ISBN 3-7774-9930-7.
- Adam Elsheimer 1578–1610. Im Detail die Welt entdecken. Ausstellungskatalog des Städel-Museums. Edition Minerva, Frankfurt am Main 2006, ISBN 3-938832-06-1 (englische Ausgabe: Adam Elsheimer 1578–1610. Paul Holberton publishing, London 2006)
- Neue Funde und Betrachtungen zum Werk von Johann Liss. Münchner Jahrbuch der bildenden Kunst 60, 2009, S. 59–90.
- Ein neu entdecktes Gemälde von Adam Elsheimer. Münchner Jahrbuch der bildenden Kunst 61, 2010, S. 191–200.